# Марчанела (Анкона)
Марчанела је насеље у Италији у округу Анкона, региону Марке.
Према процени из 2011. у насељу је живело 248 становника. Насеље се налази на надморској висини од 19 м.